# Horst von Waldthausen
Baron Albert Karl Wilhelm Horst von Waldthausen (ur. 25 marca 1907 roku w Essen, zm. 27 sierpnia 1933 roku w Marsylii) – szwajcarski kierowca wyścigowy.

## Kariera
Zanim Von Waldthausen rozpoczął karierę kierowcy wyścigowego, zbudował w parku należący do jego ojca własny tor wyścigowy. W 1931 roku rozpoczął wspieranie wyścigów samochodowych w Szwajcarii będąc sponsorem Grand Prix Szwajcarii oraz innych wyścigów, także motocyklowych. w 1932 roku wraz z Julio Villarsem założył zespół wyścigowy Swiss Racing Equipe Villars-Waldthausen. Wtedy też rozpoczął starty w wyścigach Grand Prix. W sezonie 1932 był szósty w Mistrzostwach Szwajcarii samochodów sportowych. W 1933 roku wystartował w Grand Prix Francji, gdzie jednak nie dojechał do mety. Wyścigi Grand Prix Tunisu, Grand Prix de la Baule oraz Grand Prix Comminges kończył na czwartej pozycji. Podczas Grand Prix Marsylii miał wypadek. Jedna z opon jego Alfa Romeo pękła przy dużej prędkości. Samochód Waldthausen kilkakrotnie dachował. Kierowca wyleciał z bolidu. W stanie ciężkim został przewieziony do szpitala. Zmarł z powodu szerokich obrażeń wewnętrznych.